# 遠山友福
遠山 友福（とおやま ともよし）は、江戸時代中期の美濃国苗木藩の世嗣。官位は従五位下・和泉守。

## 略歴
宝暦11年11月3日（1761年11月28日）、9代藩主の遠山友清の長男として生まれた。
安永9年（1780年）2月21日、実父・友清の養子で8代藩主・遠山友随の養嗣子となった。
同年4月1日、10代将軍の徳川家治に拝謁した。
天明4年（1784年）12月16日、従五位下に叙任され和泉守と称した。
天明7年（1787年）4月30日、養父の友随よりも早く、家督を相続することなく没した。代わって、長男の友寿が嫡子となった。